# The Hollow (série de televisão)
The Hollow é uma série animada canadense de mistério e fantasia científica   criada por Vito Viscomi para a Netflix, estreou em 8 de junho de 2018 .
Em 8 de maio de 2020 foi lançada a 2ª temporada.

## Sinopse
Adam, Kai e Mira são três adolescentes que despertam em uma sala sem lembranças de si mesmos ou uns dos outros; a única pista para suas identidades são seus nomes escritos em pequenos pedaços de papel em seus bolsos. Depois de sair de um bunker subterrâneo, eles se encontram em uma floresta profunda e se aventuram a descobrir quem são e como chegar em casa..
Ao longo do caminho, eles encontram um personagem estranho que eles chamam de "Weird Guy", que os teletransporta para diferentes regiões sempre que dizem "por favor". Cada região, no entanto, abriga perigos e obstáculos que o grupo luta para superar, enquanto também descobre que cada um deles possui super poderes; Adam tem super força e agilidade, Mira pode se comunicar com animais, respirar debaixo d'água e nadar como uma sereia, e Kai pode lançar e manipular fogo, além de ser um especialista técnico.

## Elenco
- Adrian Petriw como Adam
- Ashleigh Ball como Mira
- Connor Parnall como Kai
- Mark Hildreth como O Cara Estranho
- Alex Barima como Reeve
- Jesse Moss como Skeet
- Diana Kaarina como Vanessa
- Nicole Oliver como Árvore/Mulher Aranha
- Ian James Corlett como Benjamin
- Michael Daingerfield como Benjamini
- Brian Drummond, como a Morte.
- Kathleen Barr como As Bruxas
- Brian Dobson como Touros/Minotauro #1
- Paulo Dobson como Minotauro #2
- Lee Tockar como Dave
- Pedro Kelamis como Líder Aranha
- Jason Simpson como Cyclops

## Episódios
| Temporada | Temporada | Episódios | Episódios | Originalmente lançado |                    |
| --------- | --------- | --------- | --------- | --------------------- | ------------------ |
|           | 1         | 10        | 10        | 8 de junho de 2018    | 8 de junho de 2018 |
|           | 2         | 10        | 10        | 8 de maio de 2020     | 8 de maio de 2020  |

### 1ª Temporada (2018)
| N.º | Título                     | Dirigido por  | Escrito por  | Exibição original  |
| --- | -------------------------- | ------------- | ------------ | ------------------ |
| 1   | "The Room" "O Quarto"      | Josh Mepham   | Vito Viscomi | 8 de junho de 2018 |
| 2   | "The Desert" "O Deserto"   | Greg Sullivan | Vito Viscomi | 8 de junho de 2018 |
| 3   | "Apocalypse" "Apocalipse"  | Josh Mepham   | Vito Viscomi | 8 de junho de 2018 |
| 4   | "The Lighthouse" "O Farol" | Greg Sullivan | Vito Viscomi | 8 de junho de 2018 |
| 5   | "Ishibo" "Ishibo"          | Josh Mepham   | Vito Viscomi | 8 de junho de 2018 |
| 6   | "Undead" "Mortos-vivos"    | Greg Sullivan | Vito Viscomi | 8 de junho de 2018 |
| 7   | "The Riddle" "O Enigma"    | Josh Mepham   | Vito Viscomi | 8 de junho de 2018 |
| 8   | "Ice" "Gelo"               | Greg Sullivan | Vito Viscomi | 8 de junho de 2018 |
| 9   | "Cocoon" "Casulo"          | Josh Mepham   | Vito Viscomi | 8 de junho de 2018 |
| 10  | "Colrath" "Colrath"        | Greg Sullivan | Vito Viscomi | 8 de junho de 2018 |

### 2ª Temporada (2020)
| N.º | Título                                 | Dirigido por  | Escrito por      | Exibição original |
| --- | -------------------------------------- | ------------- | ---------------- | ----------------- |
| 1   | "Home" "Casa"                          | Greg Sullivan | Whitney Rails    | 8 de maio de 2020 |
| 2   | "Hollow Games" "Estúdio do The Hollow" | Josh Mepham   | Laura Sreebny    | 8 de maio de 2020 |
| 3   | "The Return" "Volta"                   | Greg Sullivan | Steve Sullivan   | 8 de maio de 2020 |
| 4   | "Puzzled" "Intrigados"                 | Josh Mepham   | Hillary Benefiel | 8 de maio de 2020 |
| 5   | "Alchemy" "Poções e Invenções"         | Greg Sullivan | Al Schwartz      | 8 de maio de 2020 |
| 6   | "Dead End" "Fim da Linha"              | Josh Mepham   | Laura Sreebny    | 8 de maio de 2020 |
| 7   | "Unbalanced" "Desequilibrados"         | Greg Sullivan | Whitney Rails    | 8 de maio de 2020 |
| 8   | "Fang" "Presa"                         | Josh Mepham   | Steve Sullivan   | 8 de maio de 2020 |
| 9   | "Fire" "Fogo"                          | Greg Sullivan | Whitney Rails    | 8 de maio de 2020 |
| 10  | "Race" "Corrida"                       | Josh Mepham   | Vito Viscomi     | 8 de maio de 2020 |